# プライマル・フィア
プライマル・フィア（PRIMAL FEAR）は、ドイツのシュトゥットガルトを拠点に活動するヘヴィメタル・バンド。
元ガンマ・レイのラルフ・シーパース(Vo)、SINNERのリーダーであるマット・シナー(B/Vo)とトム・ナウマン（TOM NAUMANN）（Gt）が在籍している事で知られる
。

## 概要

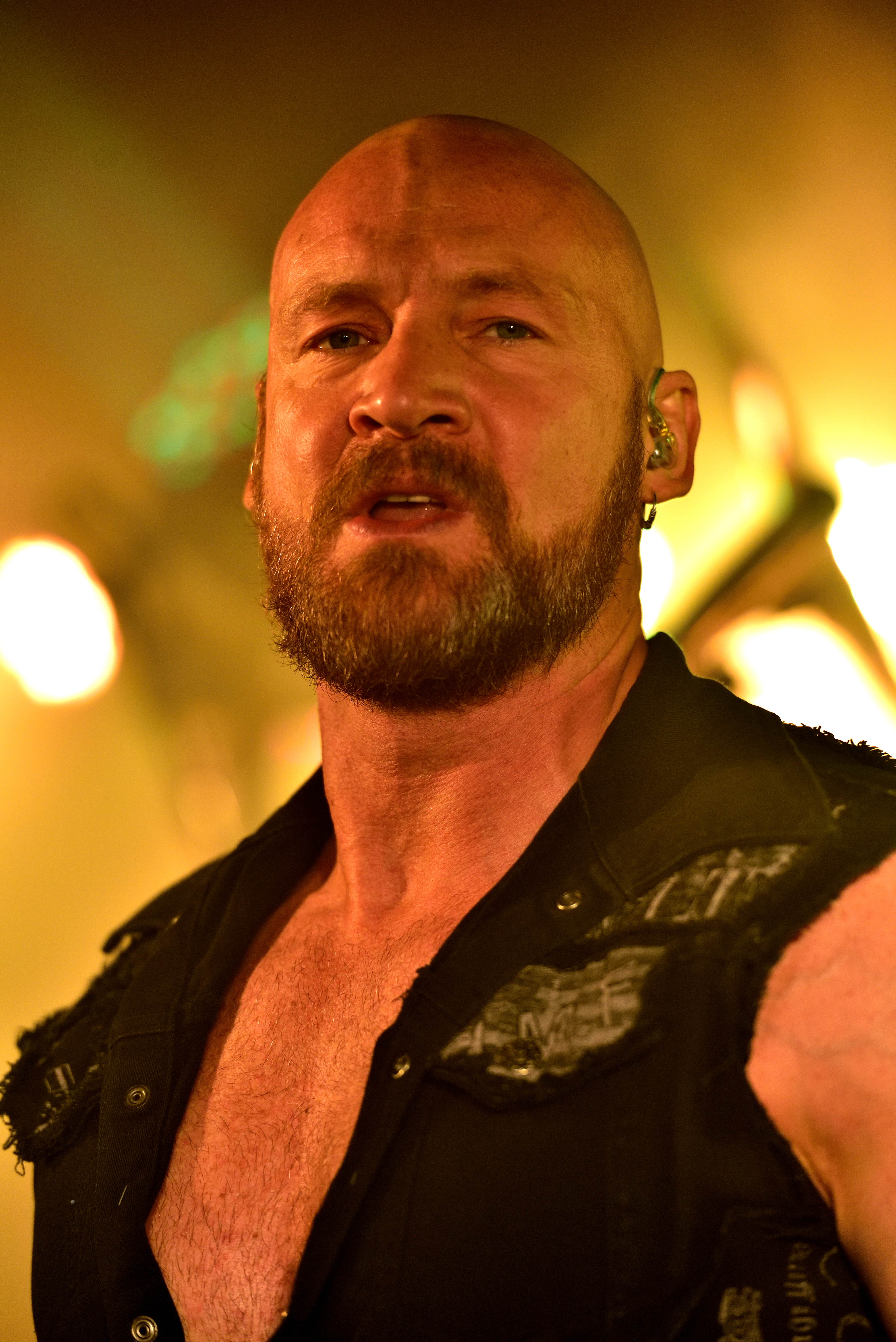
創設者ラルフ・シーパース (2016年)

1994年にガンマ・レイを脱退したラルフ・シーパースは、ジューダス・プリーストの後任Vo選考に参加する。しかし、英語が母国語ではないと言う理由により落選となり、行き場を失ってしまった。ラルフはこのとき引退も決意していたというが、それを説得したのがSINNERのマット・シナーとトム・ナウマンであった。これによりラルフは音楽活動再開を決意し、「俺たちで本当に自分達のやりたいことをやろう」という意気込みから活動は開始された。
1997年にはクラウス・シュペリングも参加し、本格的なバンドとしての活動を掲げ、いくつかの候補の中からPRIMAL FEARというバンド名に決定。日本では同年12月、ヨーロッパでは翌年2月にそれぞれデビュー・アルバム『Primal Fear』がリリースされた。
デビュー作は、本国ドイツを中心にヨーロッパ各国で熱狂的に迎え入れられた。ツアー開始に伴い、2人目のギタリストとしてステファン・レイビングが加入する。
当初、メディアは「ラルフとマットが組んだプロジェクト」という見方をしていた。これを払拭するため、1998年内だけで60回ものライヴを行う。
1999年、2ndアルバム『Jaws Of Death』をリリース。このアルバムのリリースにより、名実ともにバンドとしての活動を本格化させる。しかし、ギタリストのトム・ナウマンが健康上の問題から脱退することとなり、当時SINNERに在籍していたアレックス・バイロット（現サイレント・フォース）を代役としてツアーを続行した。この年の終わりに初来日公演を行った。
2000年にはSINNERにトム・ナウマンの後任として加入していた元サンダーヘッド（THUNDERHEAD）のヘニー・ウォルターが正式にプライマル・フィアの一員として活動することが発表される。新たなメンバーも決まり、これまで以上に活発に活動を展開。日本では2000年12月、ヨーロッパでは2001年1月に3rdアルバム『Nuclear Fire』がリリースされ、大躍進を遂げる。
この頃になると、マット・シナーはプライマル・フィアでの活動をより優先するようになり、2001年にリリース予定であったSINNERのアルバム制作を延期し、プライマル・フィアの新作に取り掛かる。それが2002年リリースの4thアルバム『Black Sun』である。
2002年末、ヘニー・ウォルターが脱退を表明、後任として結成時のオリジナル・メンバーであったトム・ナウマンが復帰を果たす。その後2003年にはクラウス・シュペリングも脱退。後任に元アナイアレイターのランディ・ブラックが加入する。また、この年には、DVD『The History Of Fear』がリリースされている。
2004年、5thアルバム『Devil's Ground』をリリース。これにより、ドイツを代表するヘヴィメタルバンドの仲間入りを果たす。
2005年、6thアルバム『Seven Seals』をリリース。
2006年、ベストアルバム『Metal Is Forever - The very best of Primal Fear』をリリースする。

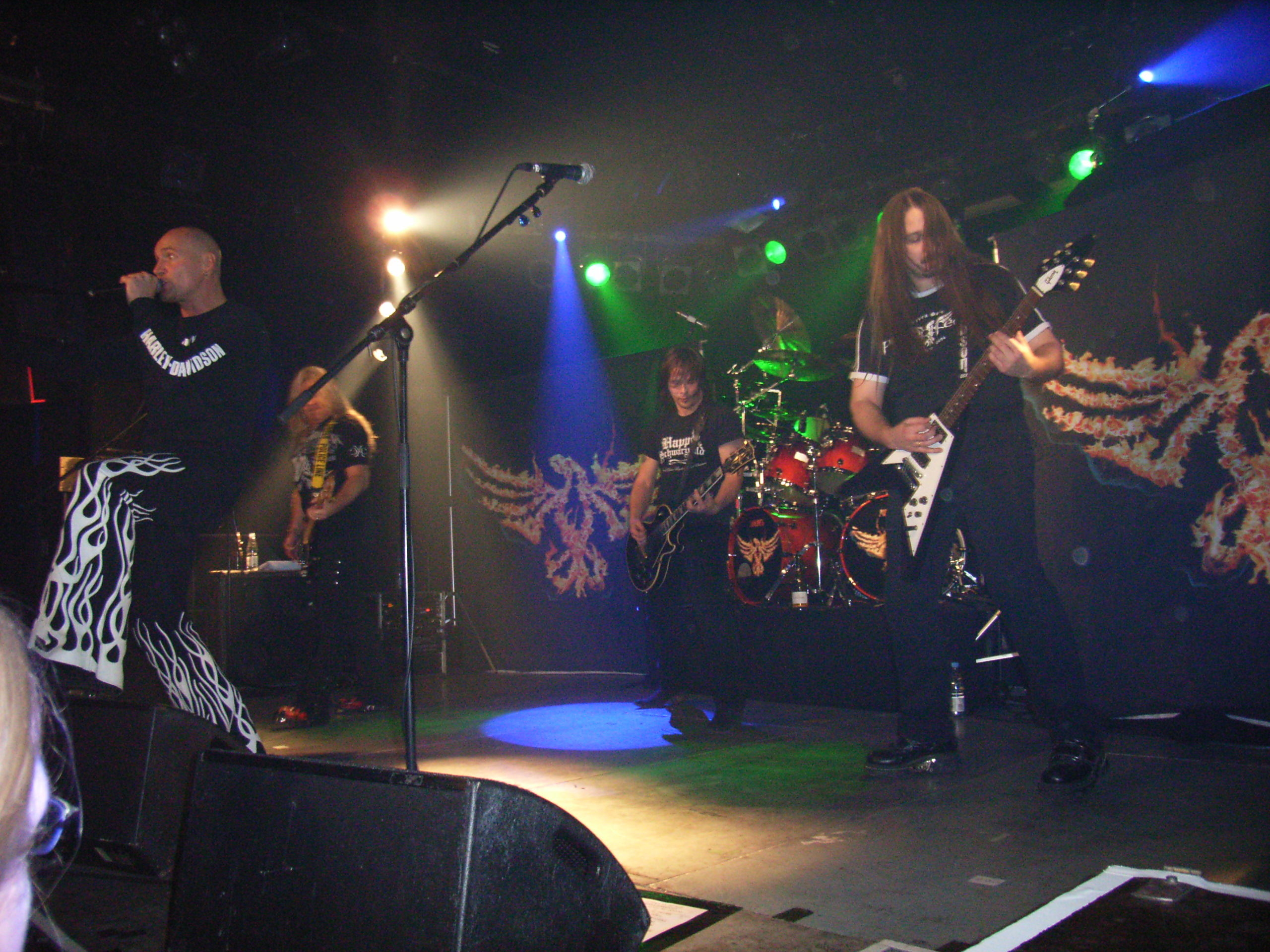
ドイツ・ニュルンベルク公演 (2007年12月)

2007年、7thアルバム『New Religion』をリリース。このアルバムのレコーディング中に、トム・ナウマン（Gt）が脱退。後任に元メンバーのヘニー・ウォルターが復帰した。
2008年3月、ステファン・レイビングが脱退し、後任として、マグナス・カールソンが加入した。
2009年、8thアルバム『16.6(Before The Devil Knows You're Dead)』をリリース。
2010年、2009年9月に行われたアメリカ・ツアーにおけるアトランタでのライブCD+DVD『Live In The USA  + 16.6 Live Around The World』をリリース。9月13日、ヘニー・ウォルターが自身のMyspaceブログにてPRIMAL FEAR及びSINNERからの脱退を表明。直後のヨーロッパ・ツアーはマットの盟友アレックス・バイロット(Alexander Beyrodt)をヘルプに迎えて行なわれ、後に正式に加入する運びとなった。
2012年、9thアルバム『Unbreakable』をリリース。
2014年、10thアルバム『Delivering The Black』をリリース。
同年8月11日、公式サイトでランディ・ブラック（Ds）の脱退が発表される。9月9日、新ドラマーとして元ANGRAのアキレス・プリースターの加入が発表された。
2015年6月、アキレス（Ds）の脱退とトム・ナウマン（Gt）の復帰、アキレス（Ds）の後任にU.D.O.のメンバーだったフランチェスコ・ジョヴィーノ（Francesco Jovino）の加入が発表された。
2016年、11thアルバム『Rulebreaker』をリリース。
2018年、12thアルバム『Apocalypse』を発表。
2020年7月24日、13thアルバム『METAL COMMANDO』をリリース。。
2023年9月1日、14thアルバム『CODE RED』をリリース。

## メンバー

### 現ラインナップ
- ラルフ・シーパース (Ralf Scheepers) - ボーカル (1997- )
- マット・シナー (Mat Sinner) - ベース/ボーカル (1997- )
- トム・ナウマン (Tom Naumann) - ギター - (1997-2000, 2003-2007, 2015- )
- アレックス・バイロット (Alex Beyrodt) - ギター (2009- )
- マグナス・カールソン (Magnus Karlsson) - ギター (2008- ) *ツアーには参加しない
- ミヒャエル・エーレ (Michael Ehré) - ドラムス (2019- )

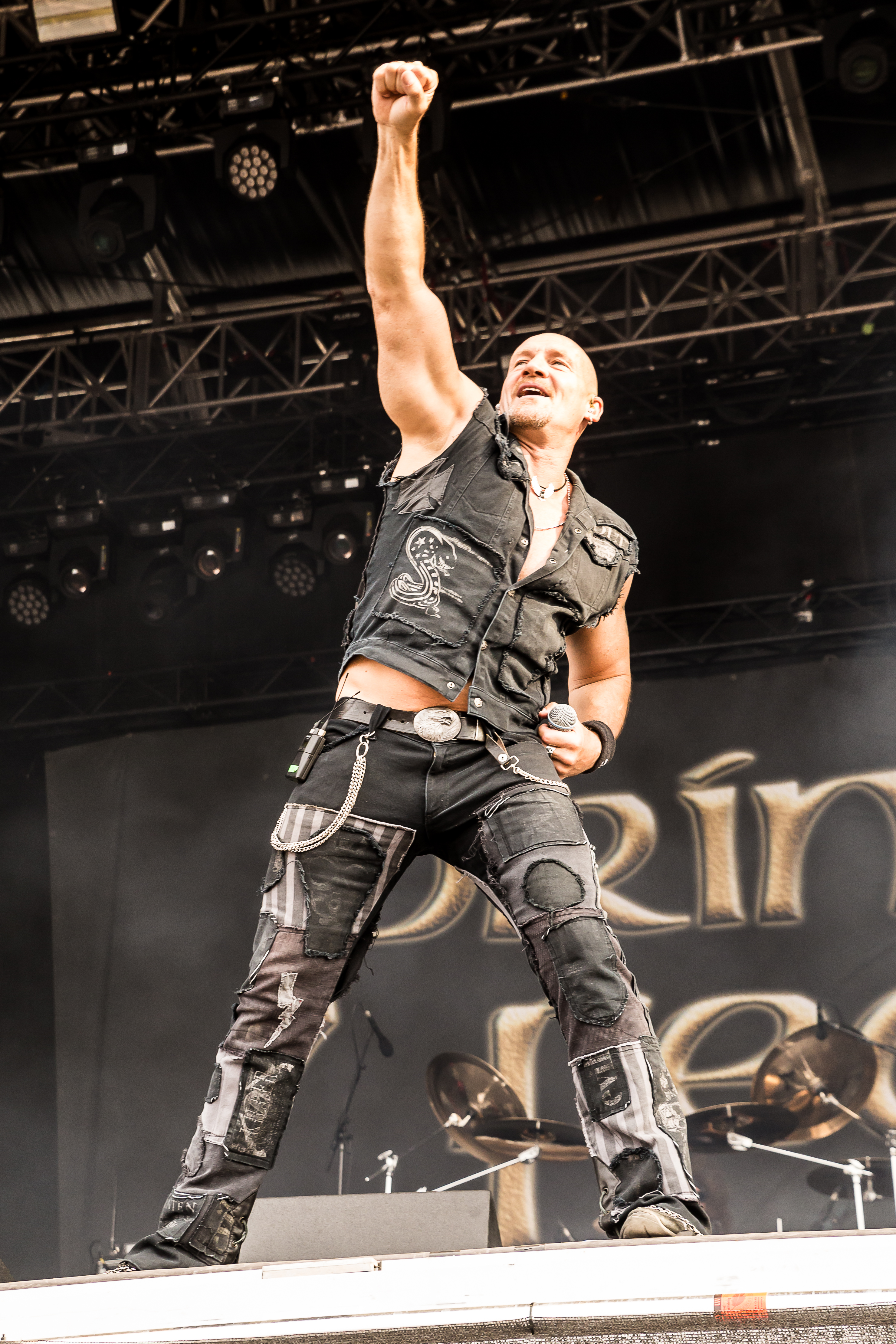
ラルフ・シーパース(Vo) 2018年
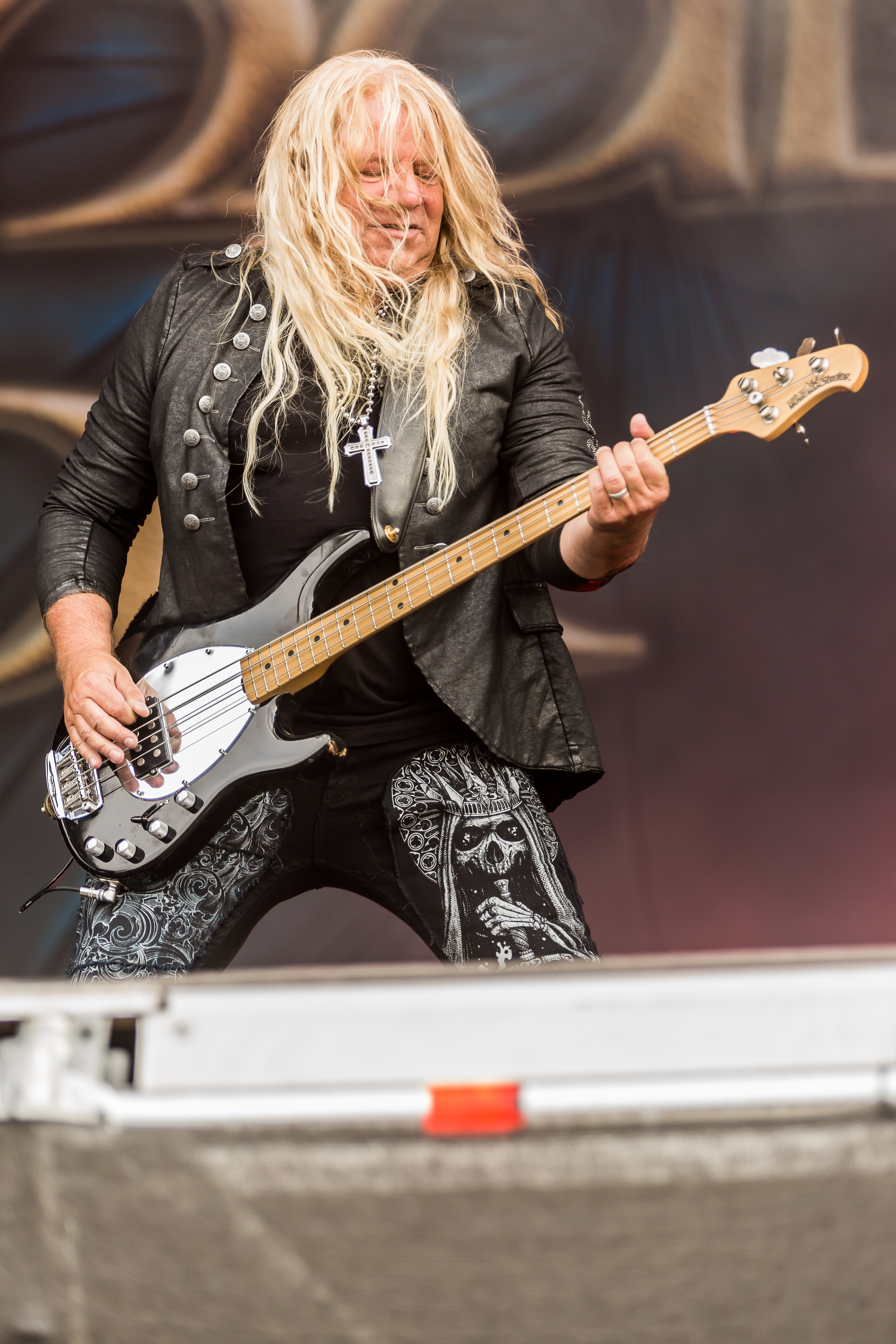
マット・シナー(B) 2018年
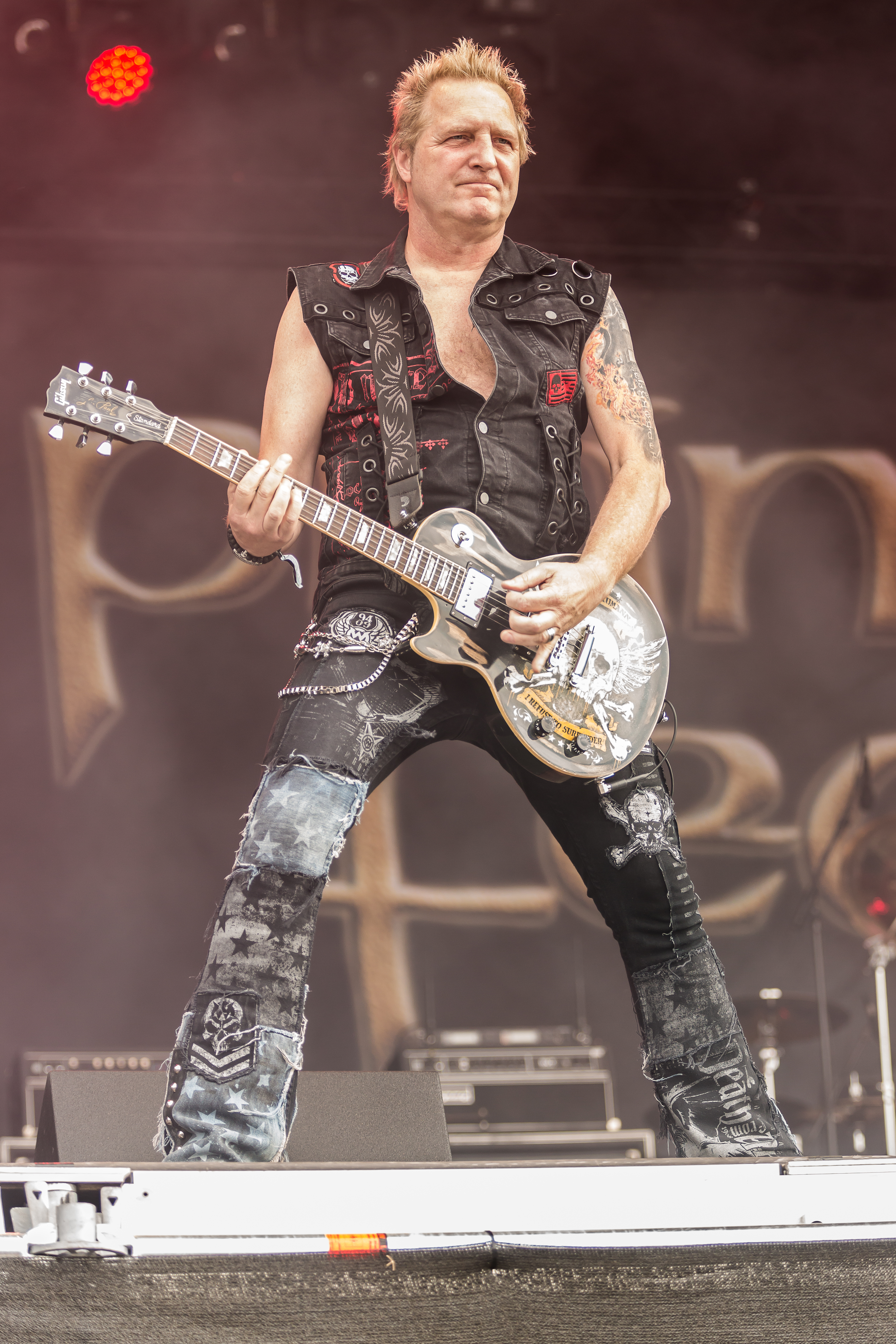
トム・ナウマン(G) 2018年
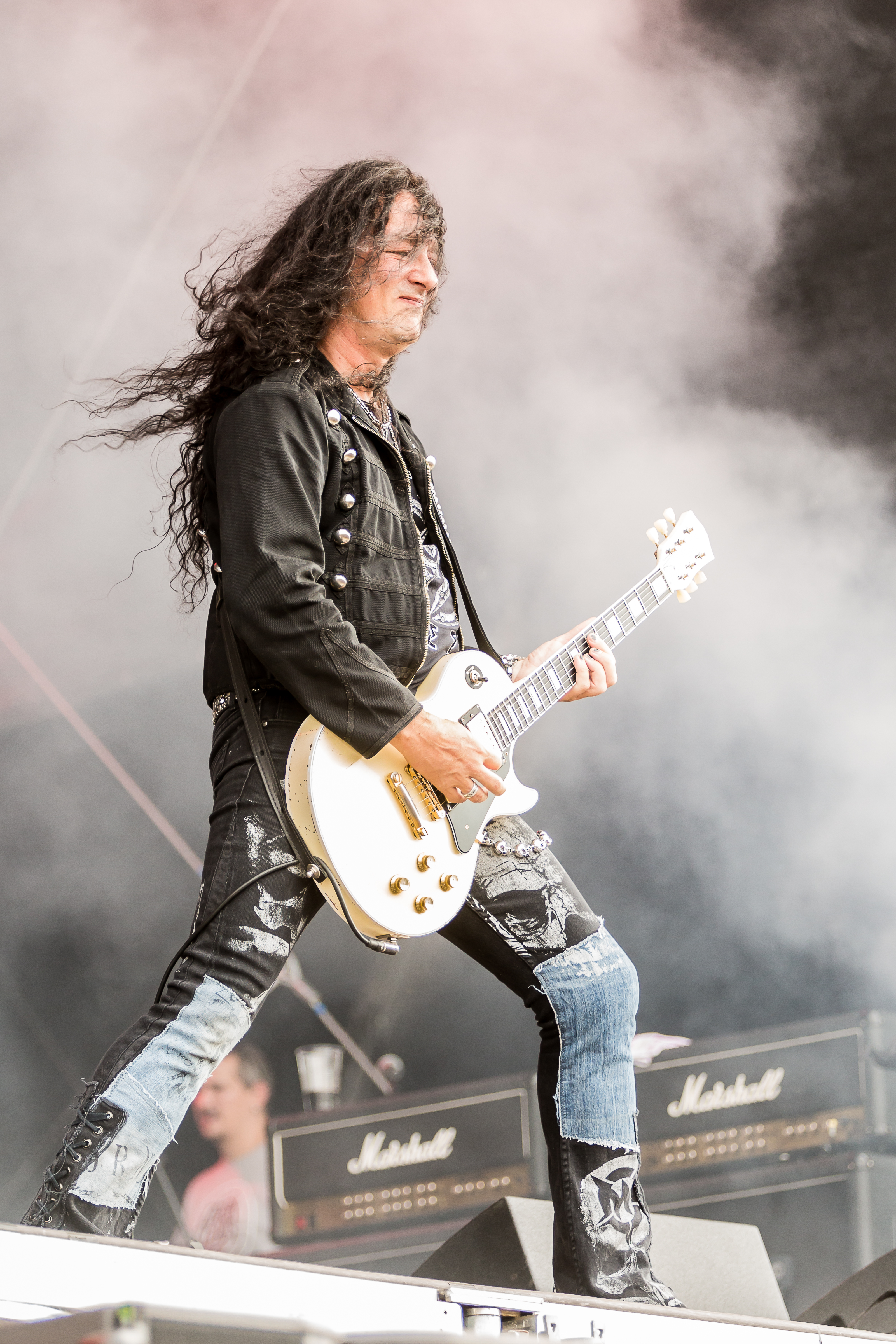
アレックス・バイロット(G) 2018年

### 旧メンバー

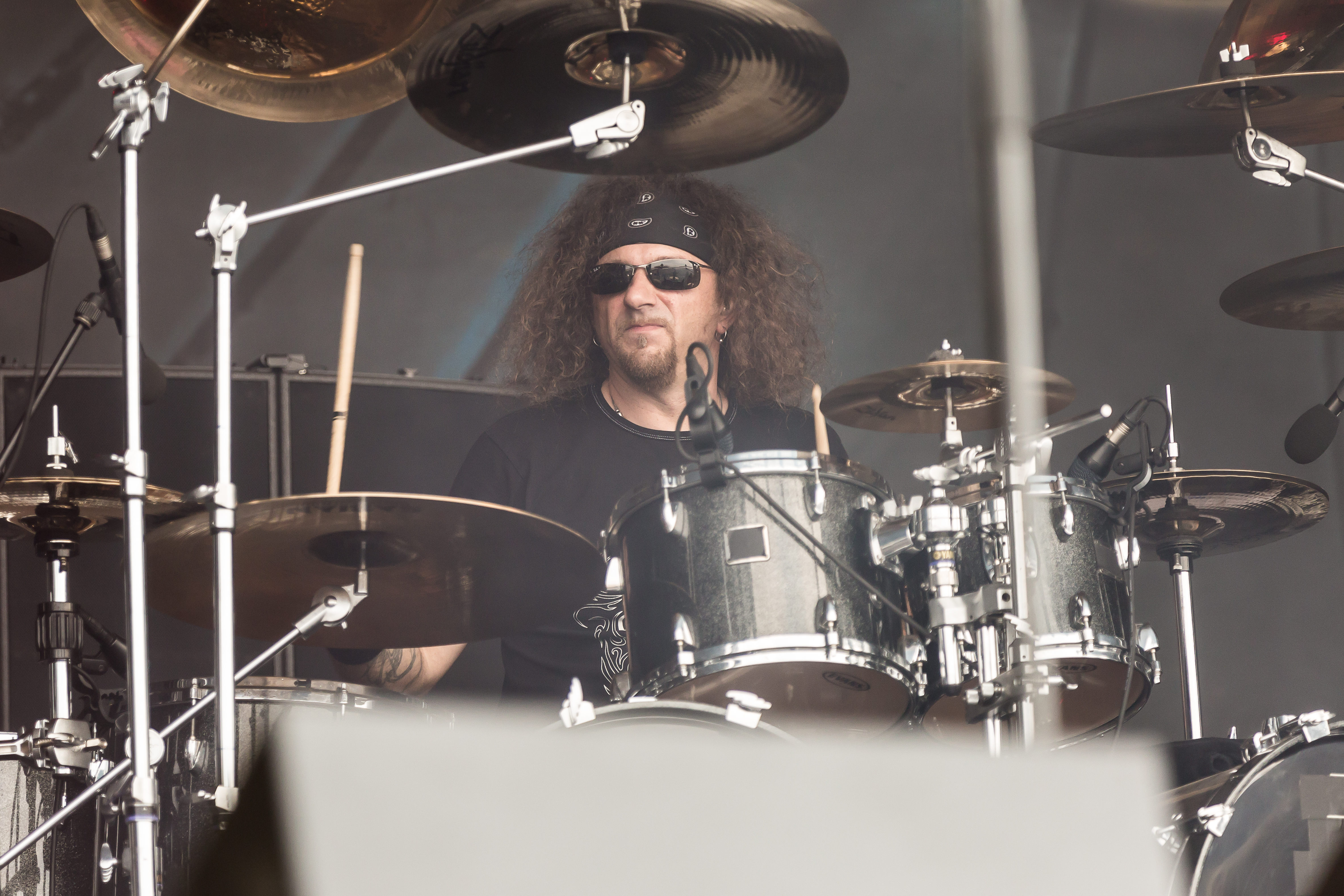
フランチェスコ・ジョヴィーノ(Ds) 2018年

- ステファン・レイビング (Stefan Leibing) - ギター (1998-2007)
- ヘニー・ウォルター (Henny Wolter) - ギター (2000-2002, 2007-2010)
- クラウス・シュペリング (Klaus Sperling) - ドラムス (1997-2003)
- ランディ・ブラック (Randy Black) - ドラムス (2003-2014)
- アキレス・プリースター (Aquiles Priester) - ドラムス (2014-2015)
- フランチェスコ・ジョヴィーノ (Francesco Jovino) - ドラムス (2015-2019)

## ディスコグラフィー
オリジナル・アルバム
- 1997年 Primal Fear
- 1999年 Jaws Of Death
- 2000年 Nuclear Fire
- 2002年 Black Sun
- 2004年 Devil's Ground
- 2005年 Seven Seals
- 2007年 New Religion
- 2009年 16.6(Before The Devil Knows You're Dead)
- 2012年 Unbreakable
- 2014年 Delivering the Black
- 2016年 Rulebreaker
- 2018年 Apocalypse
- 2020年 METAL COMMANDO
- 2023年 Code Red
- 2025年 Domination

ライブ・アルバム
- 2010年 Live In The USA  + 16.6 Live Around The World (CD+DVD)
- 2017年 Angels of Mercy – Live in Germany

コンピレーション
- 2006年 Metal Is Forever - The very best of Primal Fear
- 2017年 Best of Fear

映像作品
- 2003年 The History Of Fear(DVD)

## 日本公演
- 1999年
- 2006年 ハロウィンとの対バン
- 2007年
- 2014年[10]
- 2016年[11]
- 2018年
- 2024年